# Montbrelloz
Montbrelloz est une localité et une ancienne commune suisse du canton de Fribourg, située dans le district de la Broye.

## Histoire
Occupé depuis le Néolithique, le site du village de Montbrelloz accueille  au XIIe siècle un prieuré des Hospitaliers qui dépendit jusqu'en 1536 de la commanderie de La Chaux. Le village lui-même, brûlé par les troupes de Payerne en 1338, dépend successivement de la seigneurie d'Estavayer, puis du bailliage d'Estavayer dès 1536. En 1798, il est érigé en commune et attaché au district d'Estavayer-le-Lac jusqu'en 1848.
Le 1er janvier 2006, elle fusionne avec ses voisines d'Autavaux et de Forel pour former la commune de Vernay. Celle-ci va à son tour fusionner le 1er janvier 2017 avec Bussy, Estavayer-le-Lac, Morens, Murist, Rueyres-les-Prés et Vuissens pour former la nouvelle commune d'Estavayer.